# R̥̀
R̥̀ (minuscule : r̥̀), appelé R accent grave rond souscrit, est une lettre latine utilisée dans la transcription du sanskrit védique.
Il s’agit de la lettre R diacritée d’un accent grave et d’un rond souscrit.

## Utilisation
Dans la romanisation du sanskrit védique, ‹ r̥̀ › représente une r̥ non élevée (accentuation védique). Dans la romanisation ISO 15919, l’accent grave représente l’accent védique svarita.

## Représentations informatiques
Le R accent grave rond souscrit peut être représenté avec les caractères Unicode suivants (latin de base, diacritiques) :
| formes    | représentations | chaînes de caractères | points de code       | descriptions                                                                 |
| --------- | --------------- | --------------------- | -------------------- | ---------------------------------------------------------------------------- |
| majuscule | R̥̀               | R◌̥◌̀                   | U+0052 U+0325 U+0300 | lettre majuscule latine r diacritique rond souscrit diacritique accent grave |
| minuscule | r̥̀               | r◌̥◌̀                   | U+0072 U+0325 U+0300 | lettre minuscule latine r diacritique rond souscrit diacritique accent grave |

## Sources
- (en) ISO 15919:2001 Information and documentation — Transliteration of Devanagari and related Indic scripts into Latin characters (lire en ligne)
- (ja) « 音素表 », sur 松浦高志のWikiページ